# جوش ستيوارت
جوش ستيوارت (بالإنجليزية: Josh Stewart) (و. 1977 – م) هو ممثل، وممثل تلفزيوني، من الولايات المتحدة الأمريكية.

## التعليم
تعلم في جامعة وست فرجينيا.

## وصلات خارجية
- جوش ستيوارت على موقع IMDb (الإنجليزية)
- جوش ستيوارت على موقع روتن توميتوز (الإنجليزية)
- جوش ستيوارت على موقع ألو سيني (الفرنسية)
- جوش ستيوارت على موقع أول موفي (الإنجليزية)
- جوش ستيوارت على موقع قاعدة بيانات الأفلام السويدية (السويدية)
- جوش ستيوارت على موقع إن إن دي بي (الإنجليزية)
- جوش ستيوارت على موقع قاعدة بيانات الفيلم (الإنجليزية)
- جوش ستيوارت على موقع كينوبويسك (الروسية)